# 救済論
救済論（きゅうさいろん、英: Soteriology）とは、救済についての論説、あるいはそれについて扱う学術分野のこと。狭義にはキリスト教神学の一分野を指す。

## キリスト教
救済論はどの宗教にも程度の差こそあれ、また自力救済か他力救済かを問わず、少なからず含まれているが、その中でも、キリスト教は典型的かつ代表的な他力救済論の宗教として知られている。
原罪（全的堕落）に陥っている人類に（ユダヤ教ファリサイ派の律法主義、サドカイ派の神殿主義、その他の利益を期待した様々な善行に見られるような）自力救済の道は無く、イエスの十字架、それへの信仰を通してのみ、神からの(無償の救いに与れるというのが、パウロ以来の教義となっている。